# Benthophilus leobergius
Benthophilus leobergius es una especie de peces perciformes de la familia de los gobios (Gobiidae). Se encuentra en el mar Caspio y en el río Volga. Es inofensivo para los humanos.[cita requerida]